# Мазерберг
Мазерберг (њем. Masserberg) општина је у њемачкој савезној држави Тирингија. Једно је од 43 општинска средишта округа Хилдбургхаузен. Према процјени из 2010. у општини је живјело 2.659 становника. Посједује регионалну шифру (AGS) 16069061.

## Географски и демографски подаци
Мазерберг се налази у савезној држави Тирингија у округу Хилдбургхаузен. Општина се налази на надморској висини од 780 метара. Површина општине износи 36,1 km². У самом мјесту је, према процјени из 2010. године, живјело 2.659 становника. Просјечна густина становништва износи 74 становника/km².